# 高畠ワイナリー
株式会社高畠ワイナリー（たかはたワイナリー、英: TAKAHATA WINERY Co.,Ltd.）は、山形県東置賜郡高畠町にある高畠ワインの製造工場である。

## 沿革
- 山形県産のぶどうを原料とする地場ワインの製造と販売を目的に、1990年（平成2年）9月、南九州コカ・コーラボトリング100%出資の関連企業として設立された高畠ワインの製造工場。見学も可能。

## 工場見学
- 入場無料
- 見学時間
  - 4月 - 11月 : 9:00 - 17:00
  - 12月 - 3月 : 9:00 - 16:30
- 駐車場
  - 大型バス20台、乗用車300台収容可能

## 所在地とアクセス
- 山形県東置賜郡高畠町大字糠野目2700-1
  - JR高畠駅下車 徒歩約10分。

## 受賞歴
「日本ワイナリーアワード（Japan Winery Award）」
- 「第2回 日本ワイナリーアワード 2019」 - 五つ星獲得[3]
- 「第3回 日本ワイナリーアワード 2020」 - 五つ星獲得[4]
- 「第4回 日本ワイナリーアワード 2021」 - 五つ星獲得[5]
- 「第5回 日本ワイナリーアワード 2022」 - 五つ星獲得[6]
- 「第6回 日本ワイナリーアワード 2023」 - 五つ星獲得[7]

「日本ワインコンクール（Japan Wine Competition）」
- 第17回 2019年（令和元年）金賞受賞[9]
  - 欧州系品種・白「高畠ワイナリー バリック シャルドネ 樫樽熟成」
  - 国内改良・赤、コストパフォーマンス賞「高畠ワイナリー ラスティック マスカット・ベーリーA」

「デキャンター・ワールド・ワイン・アワード（Decanter World Wine Awards）」
- 2021年（令和3年）金賞受賞[10]
  - 「2017高畠マジェスティック・ローグル・ルージュ」（赤）